# Lewar hydrauliczny
Lewar hydrauliczny

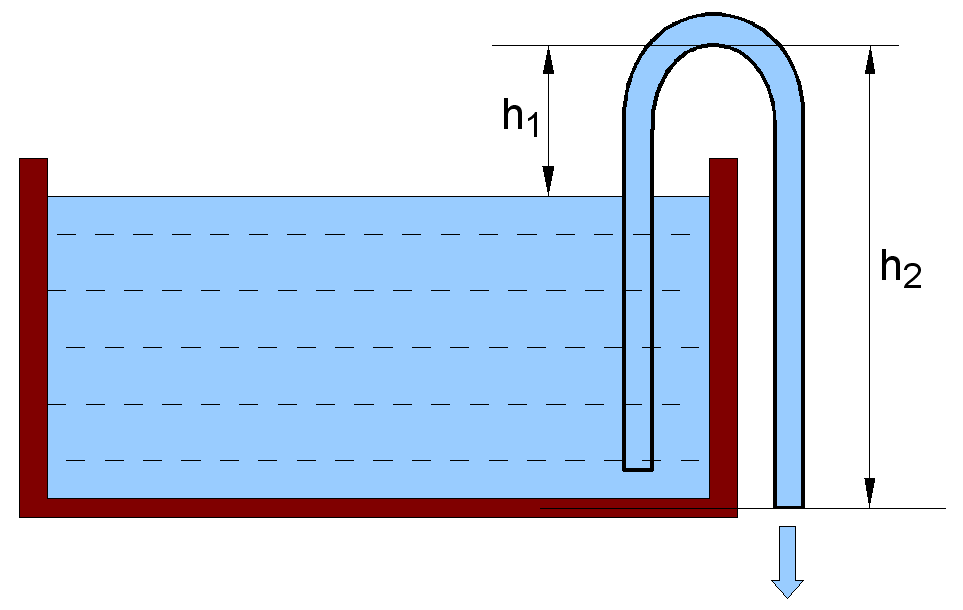
Schemat lewara

– urządzenie hydrauliczne w postaci wypełnionej cieczą rury o dwóch ramionach, służące do grawitacyjnego przelewania cieczy ponad przegrodą; jest rurociągiem, w którego krótszej części ciecz wznosi się ze zbiornika górnego nad przegrodę, a w dłuższej – spływa do zbiornika dolnego.

## Elementy hydrodynamiki
Lewary są rurociągami, ciecz płynąca w nich spełnia równanie Bernoulliego. Problemy dodatkowe są związane ze specyfiką konstrukcji – ciecz spływająca grawitacyjnie ze zbiornika górnego do dolnego przebywa część drogi w rurociągu wyniesionym ponad powierzchnię w zbiorniku górnym. W tej części rurociągu panuje ciśnienie mniejsze od ciśnienia zewnętrznego. Aby ruch wbrew siłom grawitacji był możliwy, w krótszej części lewara musi wystąpić efekt ssania, spowodowany grawitacyjnym spływem w części dłuższej (zob. ciśnienie hydrostatyczne). Przyczyną ssania są siły wzajemnego przyciągania cząsteczek cieczy, warunkiem działania lewara jest więc zachowanie ciągłości strugi, a w związku z tym:

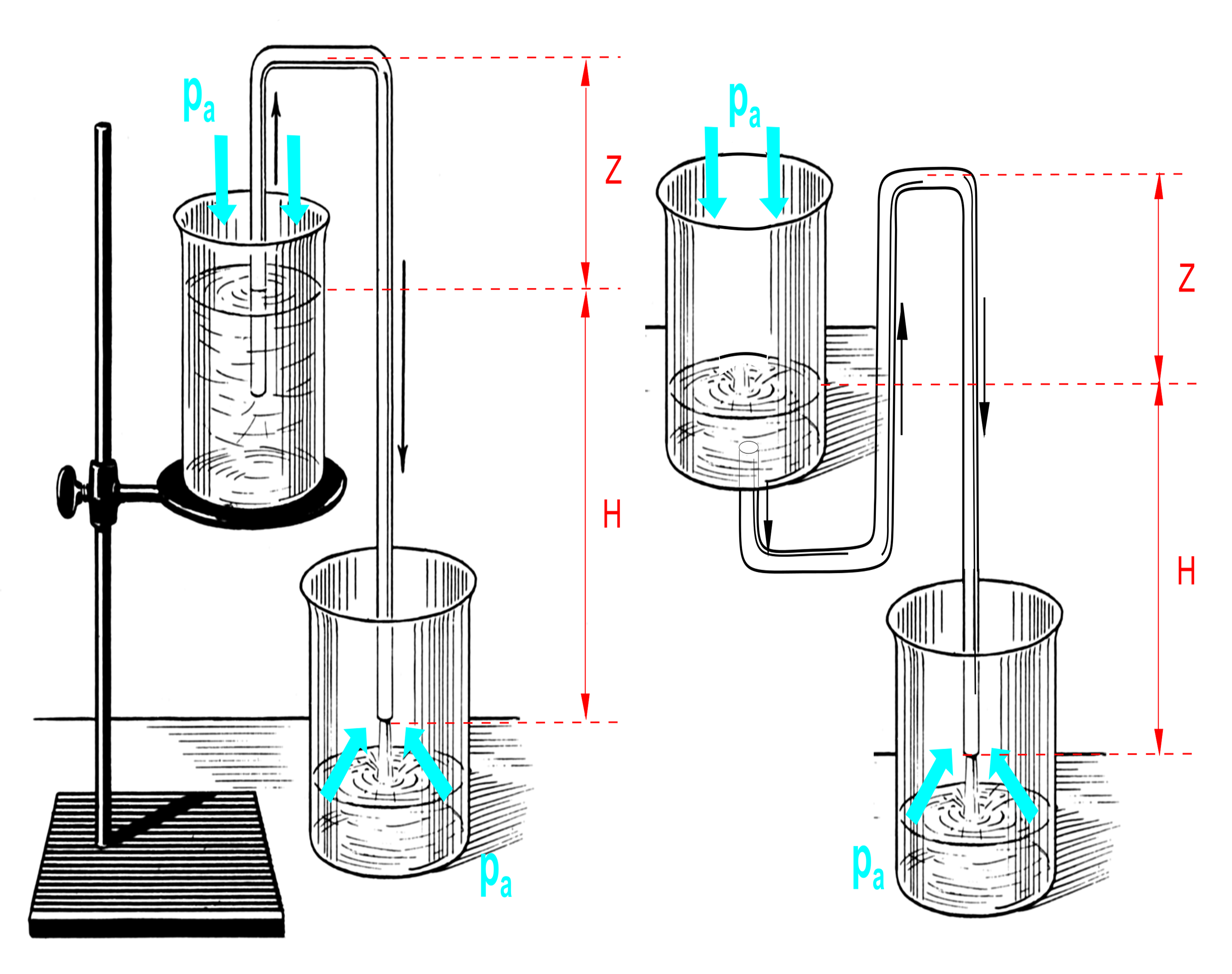
Zasada działania lewara p_{a} – ciśnienie zewnętrzne, H – różnica poziomów zbiorników, Z – wyniesienie ponad powierzchnię cieczy w zbiorniku górnym.

- lewar musi być całkowicie wypełniony cieczą (zainicjowanie działania przez zassanie lub zalanie),
- muszą być spełnione warunki konstrukcyjne, w których nie będzie dochodziło do przerywania strugi wskutek parowania cieczy lub jej odgazowania (np. wydzielania się nadmiernej ilości pęcherzyków powietrza rozpuszczonego w wodzie).

Niepożądane odparowanie i odgazowanie cieczy może wystąpić w najwyższej części rurociągu, gdzie panuje najmniejsze ciśnienie, które sprzyja parowaniu (zmniejsza prężność pary nasyconej) i odgazowaniu (zmniejsza rozpuszczalność gazów).
Obliczenia konstrukcyjne wykonywane są przy założeniach upraszczających:
- przepływ jest stacjonarny, a ciecz jest nieściśliwym płynem idealnym,
- ciśnienie nad swobodną powierzchnią cieczy w zbiorniku górnym i w punkcie wypływu jest jednakowe (zwykle równe ciśnieniu atmosferycznemu, {\displaystyle p_{a};} w warunkach normalnych 1013 hPa),
- lewar ma stałą średnicę, która jest na tyle duża, że można pominąć różnice ciśnień między punktami przekroju rurociągu,
- prędkość obniżania się poziomu cieczy w zbiorniku jest znikomo mała w stosunku do liniowej prędkości wypływającej cieczy.

Zasada zachowania energii, zastosowana przy tak sformułowanych założeniach, prowadzi do stwierdzenia, że niezależnie od kształtu naczynia, prędkość cieczy wypływającej z lewara {\displaystyle (v)} wynosi:
{\displaystyle v={\sqrt {2gH}}.}
Wysokość wyniesienia rurociągu nad górną powierzchnię swobodną {\displaystyle (Z),} przy której nie zostanie osiągnięte ciśnienie odpowiadające wrzeniu cieczy określa wzór:
{\displaystyle Z<{\frac {p_{a}}{\gamma }}-{\frac {p_{0}}{\gamma }},}
gdzie:
{\displaystyle H} – różnica między poziomem powierzchni cieczy w zbiorniku górnym i poziomem punktu wypływu,
{\displaystyle g} – przyspieszenie ziemskie.
Z powyższego wynika, że ilość cieczy wypływającej lewara zależy od pola przekroju lewara i różnicy poziomów cieczy.
W dokładniejszych analizach rozpatruje Równanie Bernoulliego, zmiany ciśnienia wywołane płynięciem cieczy, straty energii w przepływie cieczy rzeczywistej. Dodatkowe założenia zmniejszają maksymalną wysokość wyniesienia rurociągu nad górną powierzchnię swobodną {\displaystyle (Z),} przy których nie zostanie osiągnięte ciśnienie odpowiadające wrzeniu {\displaystyle (p_{0})}:
{\displaystyle Z<{\frac {p_{a}}{\gamma }}-{\frac {p_{0}}{\gamma }}-{\frac {v^{2}}{2g}}-\Sigma h_{straty},}
gdzie:
{\displaystyle \gamma } – ciężar właściwy cieczy w lewarze.
Transportowanie cieczy uwalniających gazy wymaga specyficznych metod obliczeń i rozwiązań technicznych. Wydzielanie się powietrza ma charakter burzliwy, co wywołuje wtórne lokalne zmiany ciśnienia oraz związane z tym zjawiska korozji kawitacyjnej i drgania akustyczne. Skutkiem gromadzenia się powietrza w najwyższej części lewara jest stopniowe zmniejszanie się przekroju strugi cieczy, aż do jej przerwania. Opracowano rozwiązania techniczne, które umożliwiają przeciwdziałanie tym efektom; stosowane są np. samoczynne głowice odpowietrzające, działające np. z wykorzystaniem zwężki Venturiego.

## Przykłady zastosowań

Przykład zastosowania zasady naczyń połączonych – lewar i „odwrócony lewar” (syfon)

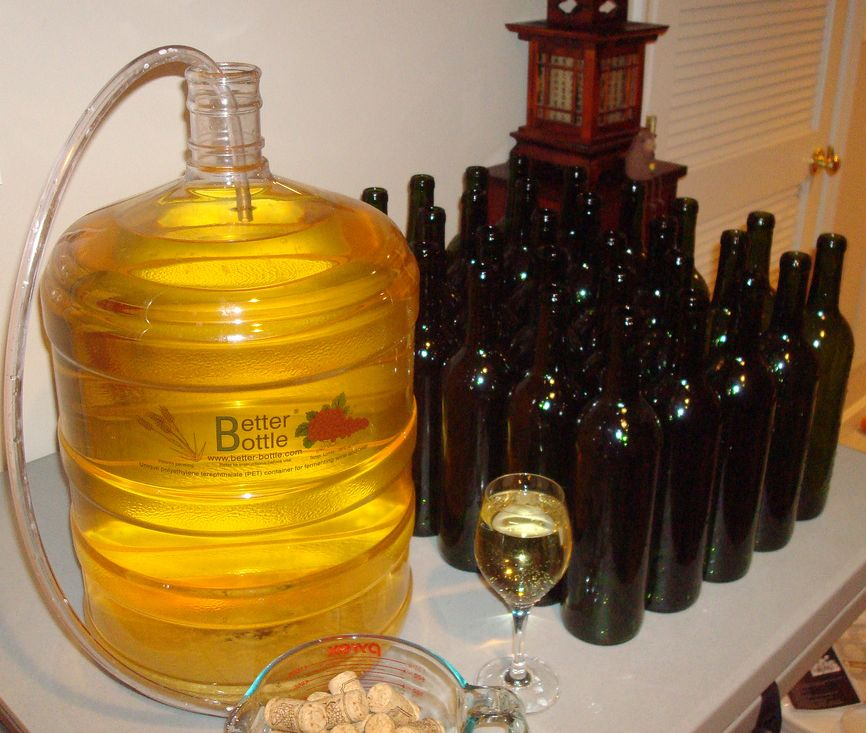
Proces lewarowania płynu w małej skali lewarka

Lewary są powszechnie stosowane w technice sanitarnej, np. jako element:
- ujęć wody w instalacjach wodociągowych,
- urządzeń umożliwiających zrzuty wody ze zbiorników retencyjnych lub polderów przeciwpowodziowych (do rzeki, po obniżeniu się jej poziomu),
- przelewów ścieków kanalizacji, w tym np. samoczynnych spłuczkach toaletowych.

W gospodarstwie domowym lewary są stosowane np. do zlewania win znad osadu lub oczyszczania akwarium.